# 双叶螨属
雙葉蟎屬为蛛形綱恙蟎目葉蟎科之下的一個屬。本屬物種原屬葉蟎屬，今獨立出來成為一屬。
有重要的經濟地位，因為牠們對農作物高危，會影響棉花、玉米及果樹的收成。

## 物種
根據Catalogue of Life及Dyntaxa，本屬只有下列三個物種：
- Amphitetranychus quercivorus
- Amphitetranychus savenkoae
- 山楂雙葉蟎（Amphitetranychus viennensis Zacher, 1920）：果螨[1][5]。